# Draycott in the Moors
Draycott in the Moors – wieś w Anglii, w hrabstwie Staffordshire, w dystrykcie Staffordshire Moorlands. Leży 18 km na północ od miasta Stafford i 207 km na północny zachód od Londynu. Miejscowość liczy 221 mieszkańców.